# Меири, Рами

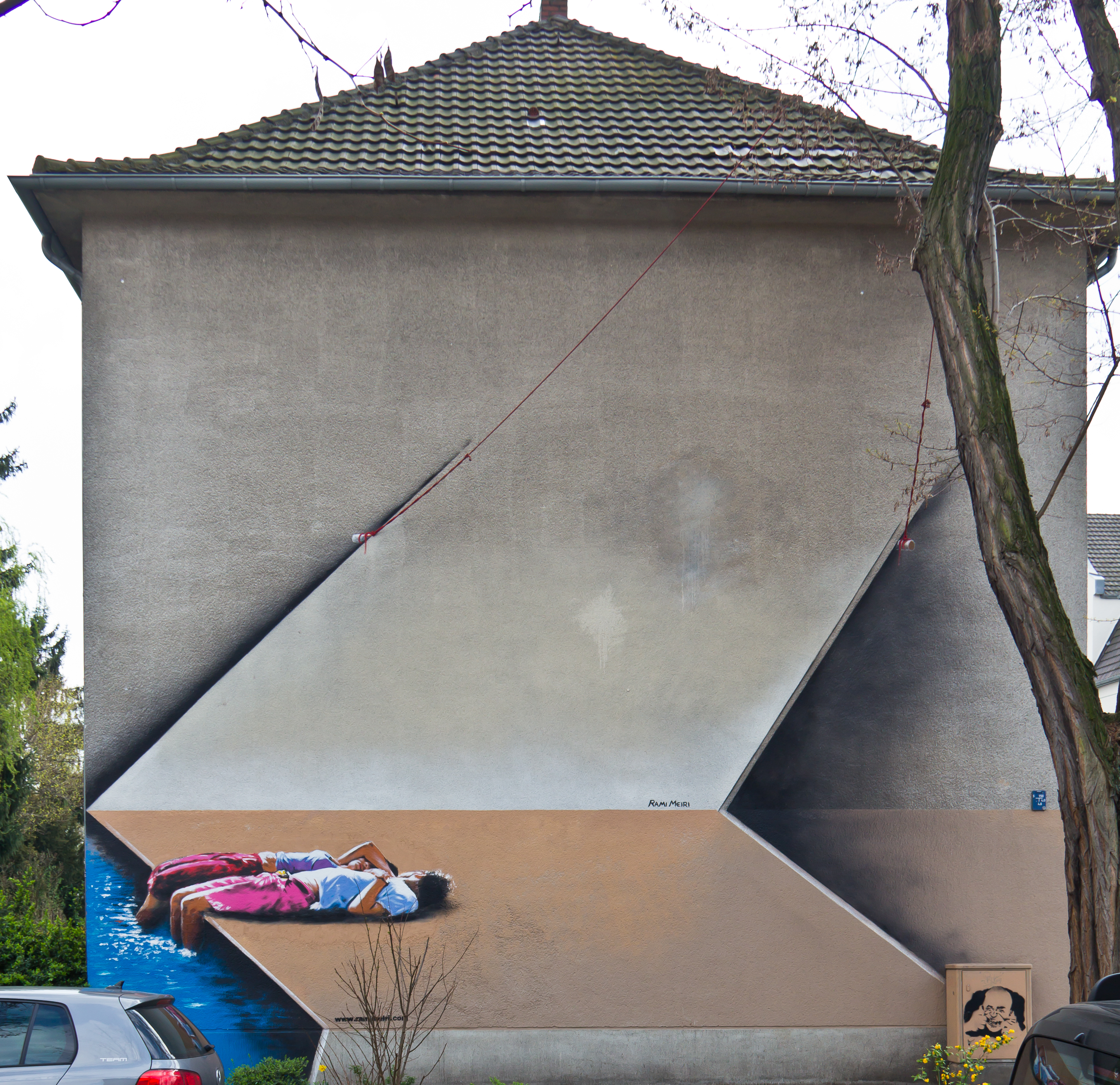
Роспись в Кёльне. В правом нижнем углу — уменьшенная копия самой известной работы мастера «Крик»

Ра́ми Меи́ри (ивр. רמי מאירי‎, род. 1957) — израильский художник, один из первых мастеров граффити, известный своими громадными росписями стен домов в городах Израиля.
Меири изучал рисунок, скульптуру и живопись в институте Авни в Тель-Авиве с 1978 по 1982 год. Свой первый настенный рисунок создал в 1980 году на пляже Тель-Авива, это был один из первых таких рисунков в городе. С тех пор искусство граффити превратилось в важную часть облика Тель-Авива. Большинство рисунков создаётся в жанре тромплёй, размывающем в восприятии зрителя границу между реальностью и иллюзией. Работы Меири изобилуют эффектами света и тени, поскольку чёрный и белый цвета наиболее устойчивы и не выгорают в израильском климате, а также создают контраст, позволяющий видеть изображение издалека.
Одними из самых известных работ художника считаются «Крик» на заборе школы имени Макса Файна на углу улицы Каплан и шоссе Бегин, около башен Азриэли, и «Танцующие дети» на улице Бялика в Рамат-Гане. «Крик» был создан под впечатлением карнавала в Бразилии, где художник увидел бегущего в экстазе человека с бутылочкой для детского питания, в которой было спиртное.
Росписи Меири можно найти на стенах школ, фабрик, общественных зданий по всей стране. По словам Меири, он избегает работы с частными домами и предпочитает, чтобы его рисунки были открыты для публики.
За прошедшие годы Меири создал ряд работ по всему миру, в частности в Германии, Китае, США и Аргентине. Некоторые из рисунков созданы по заказу государства, выбравшего работы Меири в качестве одного из символов израильской культуры.
Меири считается одним из первопроходцев стрит-арта и граффити, проложившим дорогу для ряда последователей (хотя Меири создаёт свои работы с разрешения муниципалитетов, а многие из его последователей работают без такого разрешения).

## Галерея

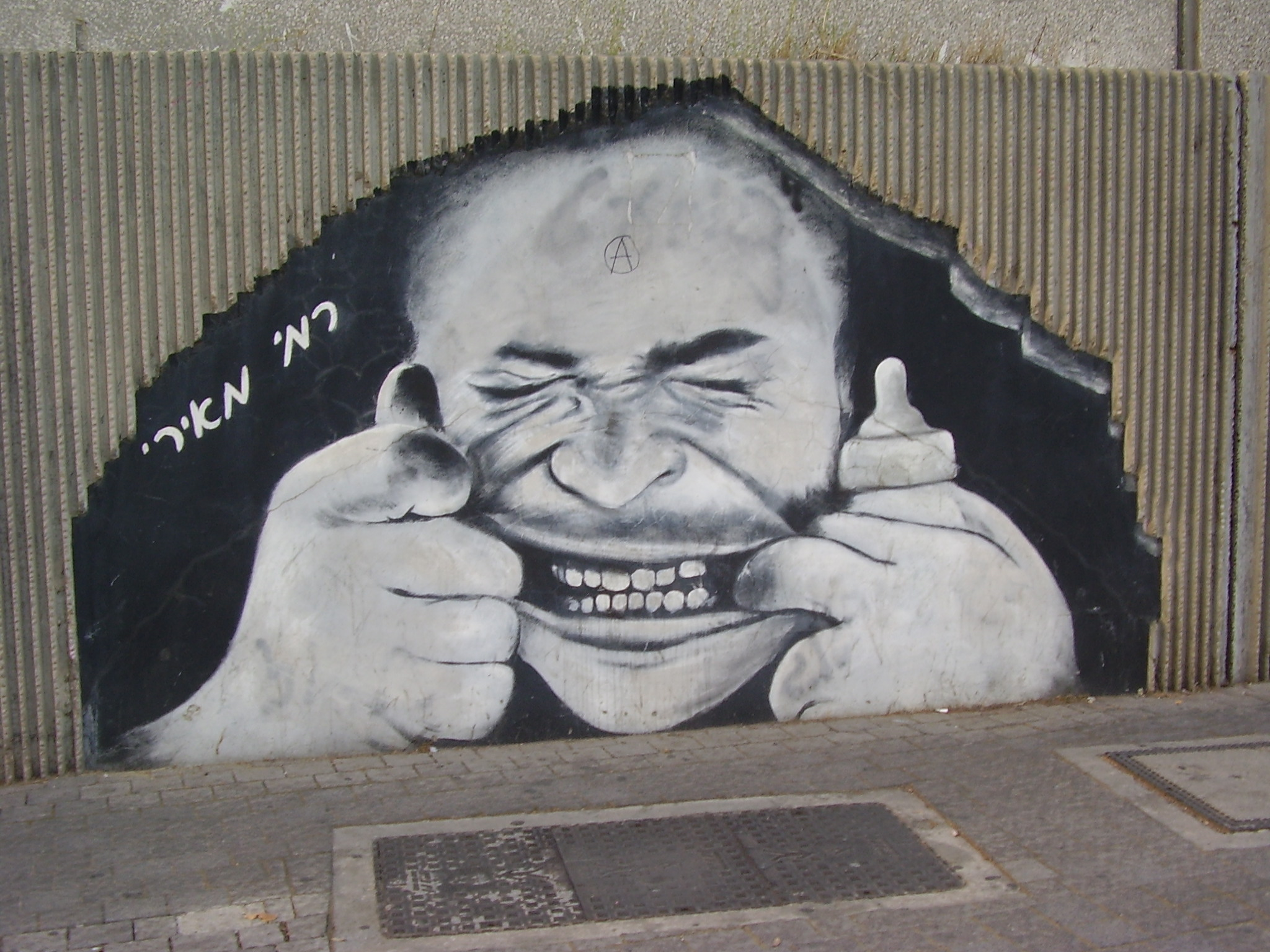
«Крик»
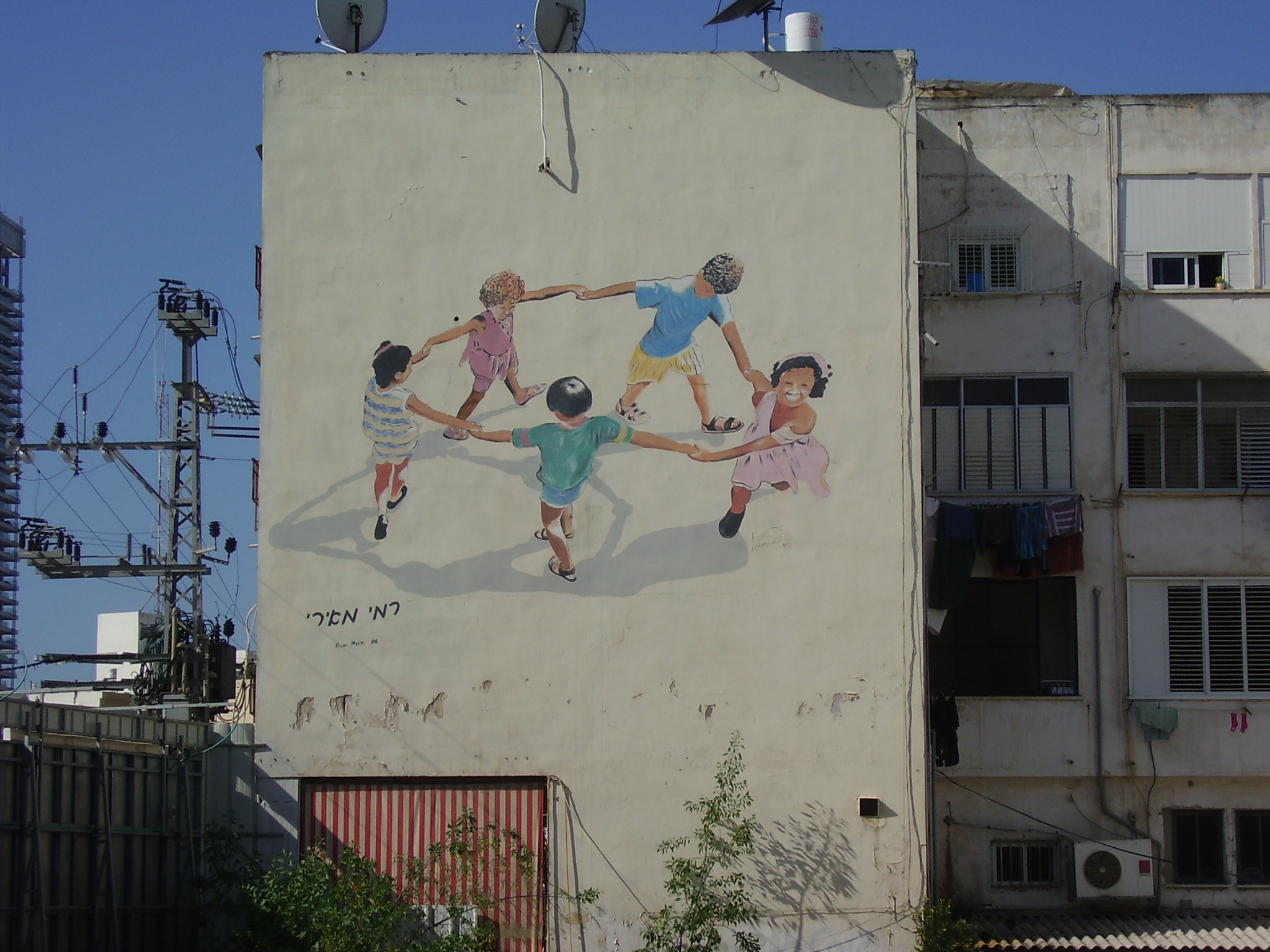
«Танцующие дети»
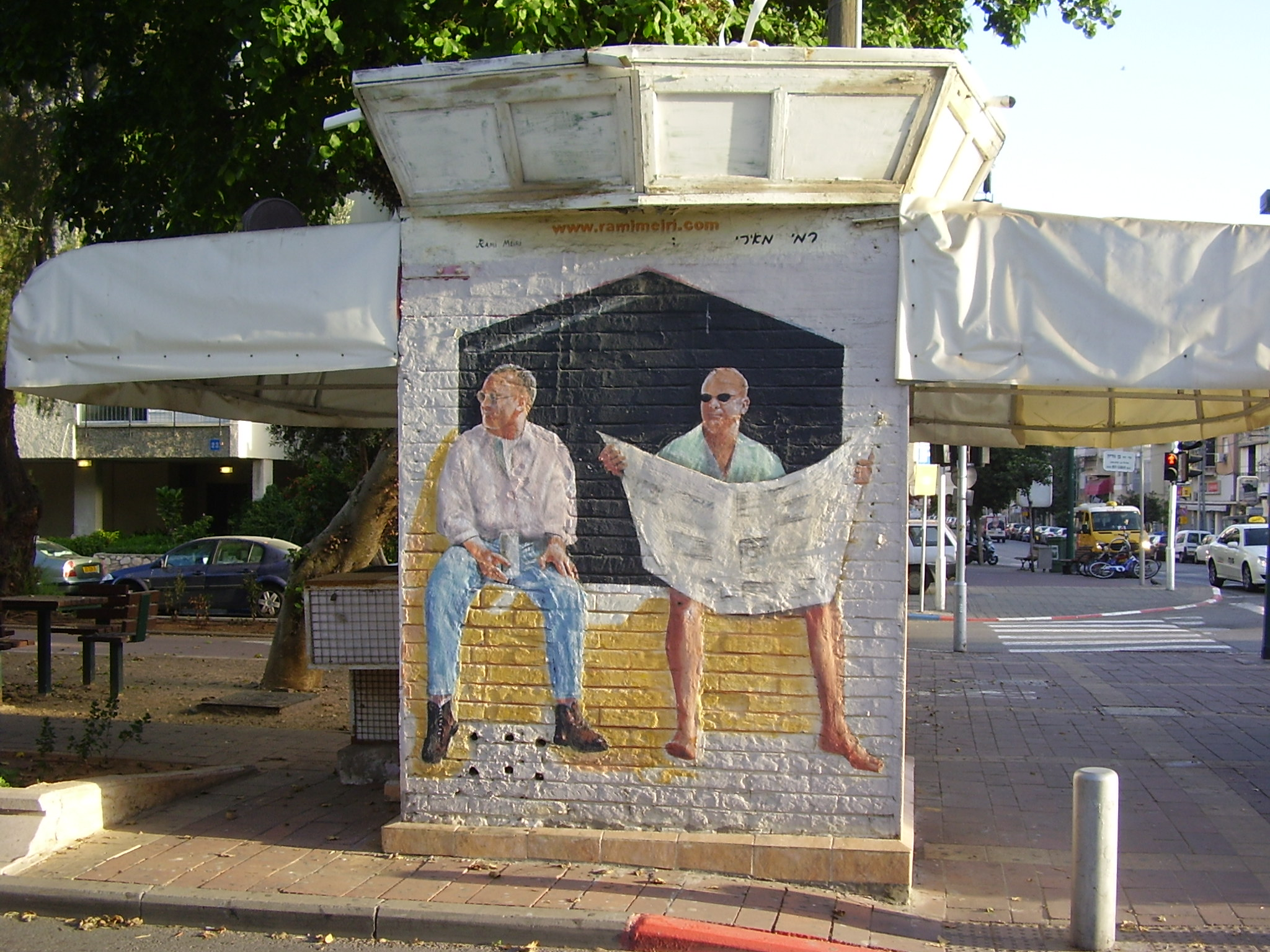
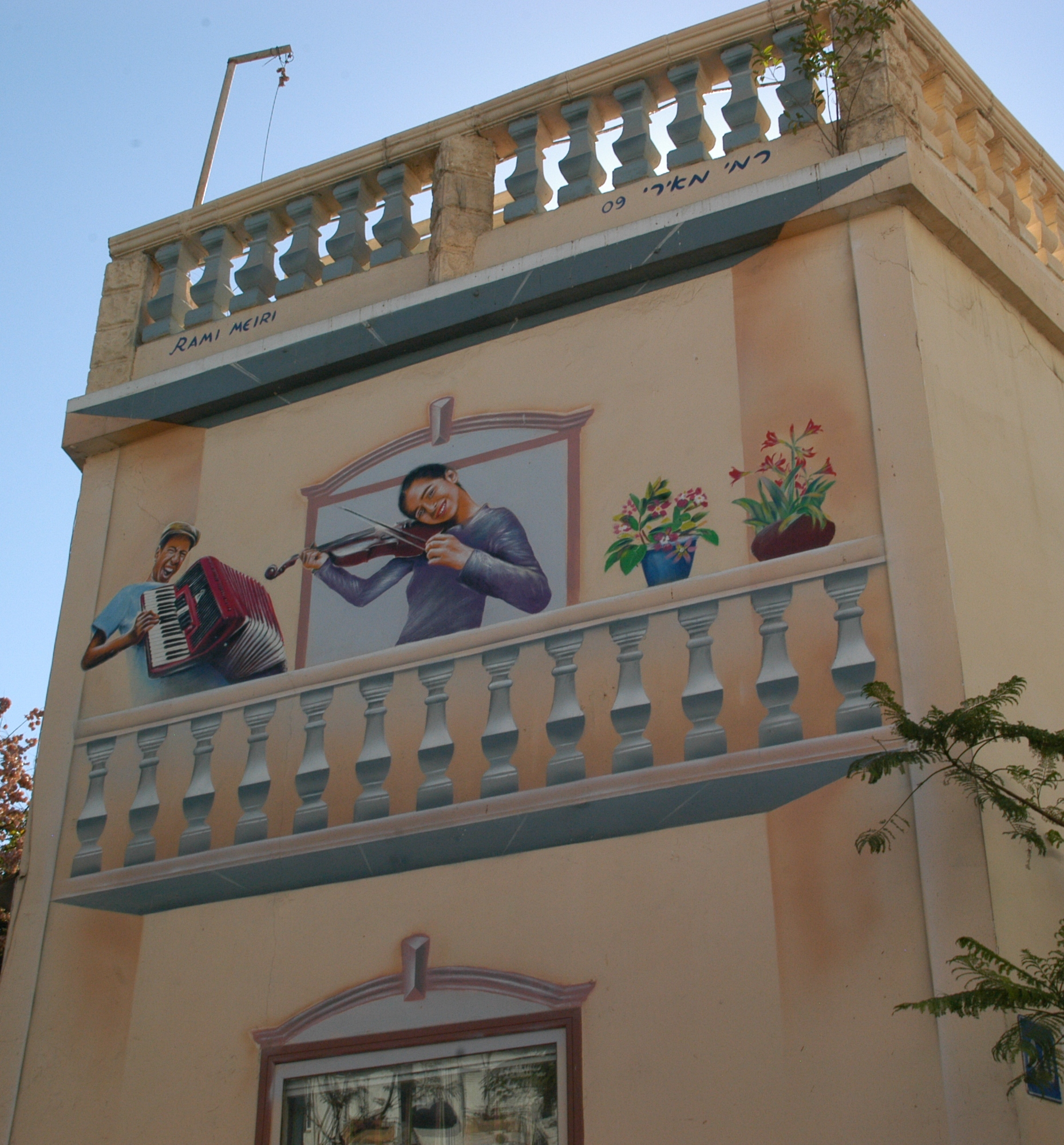
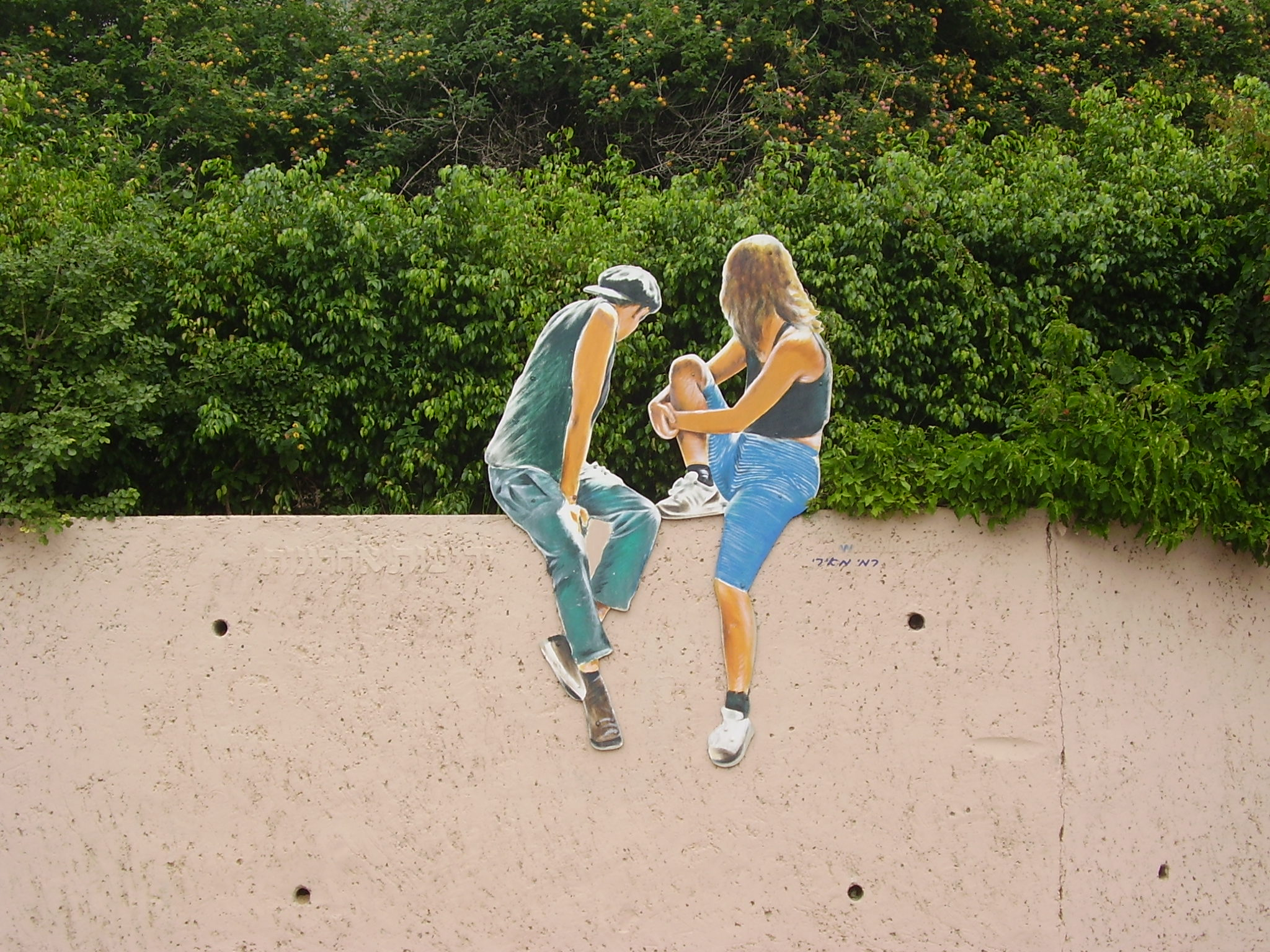
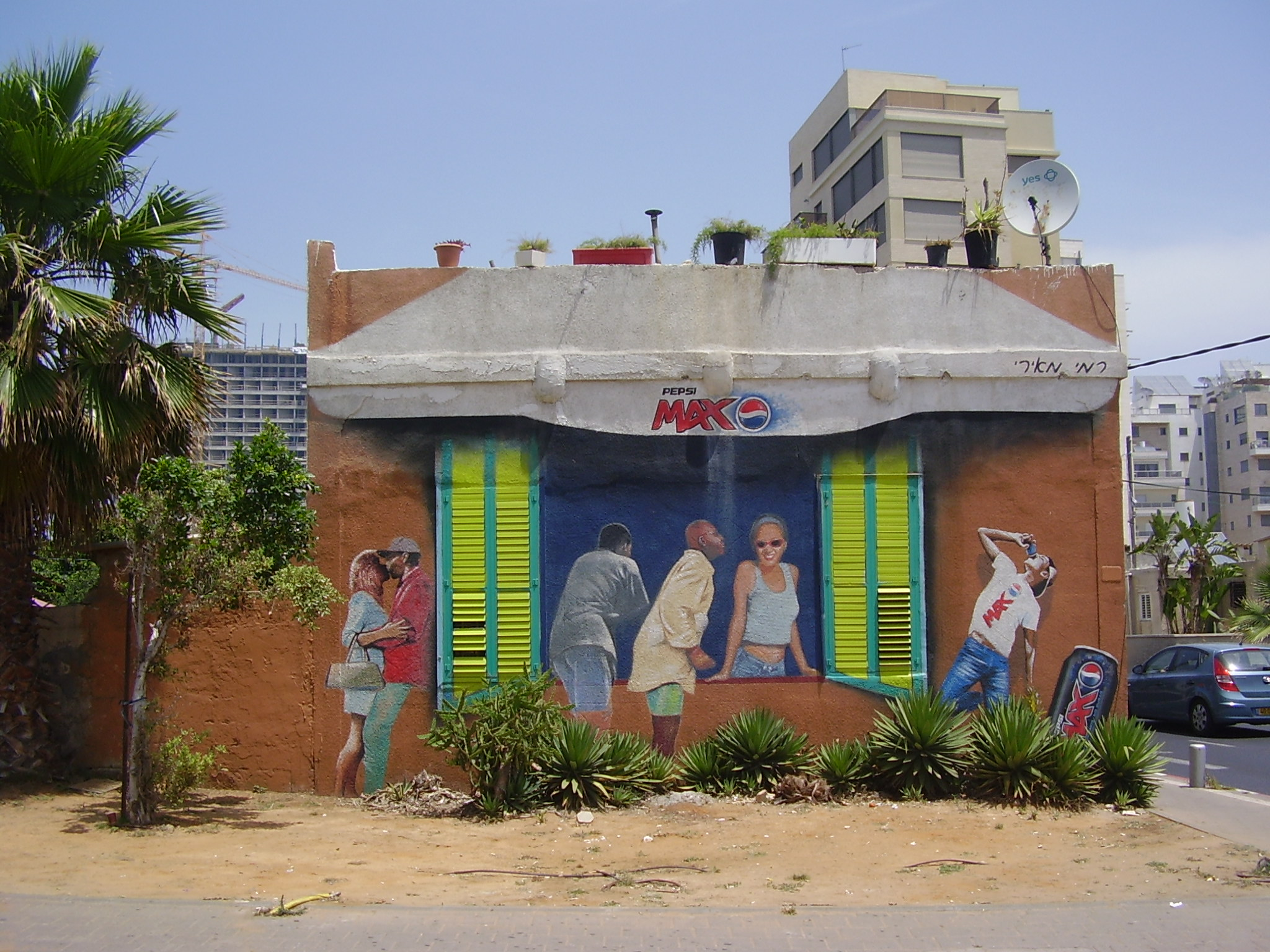
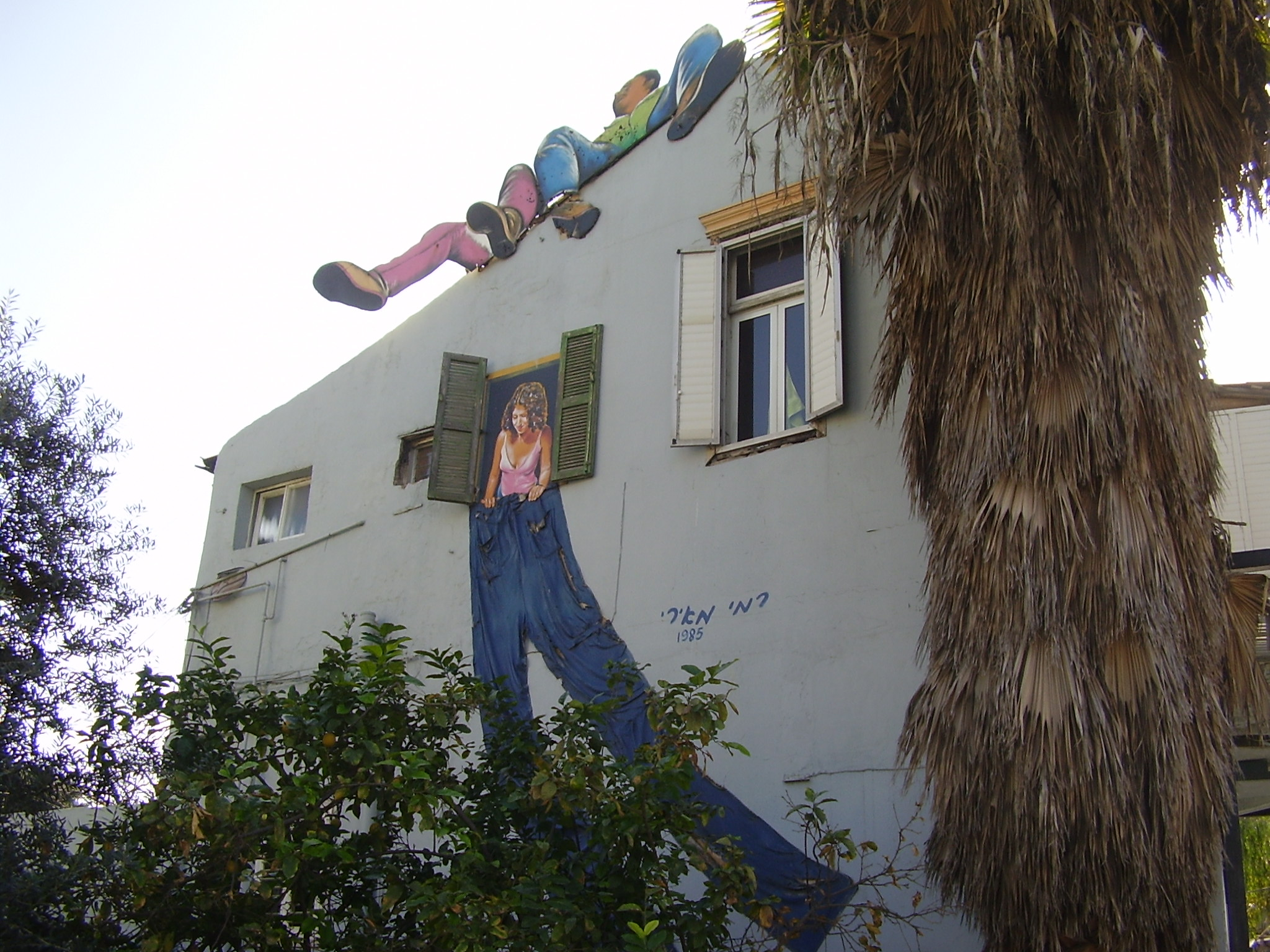
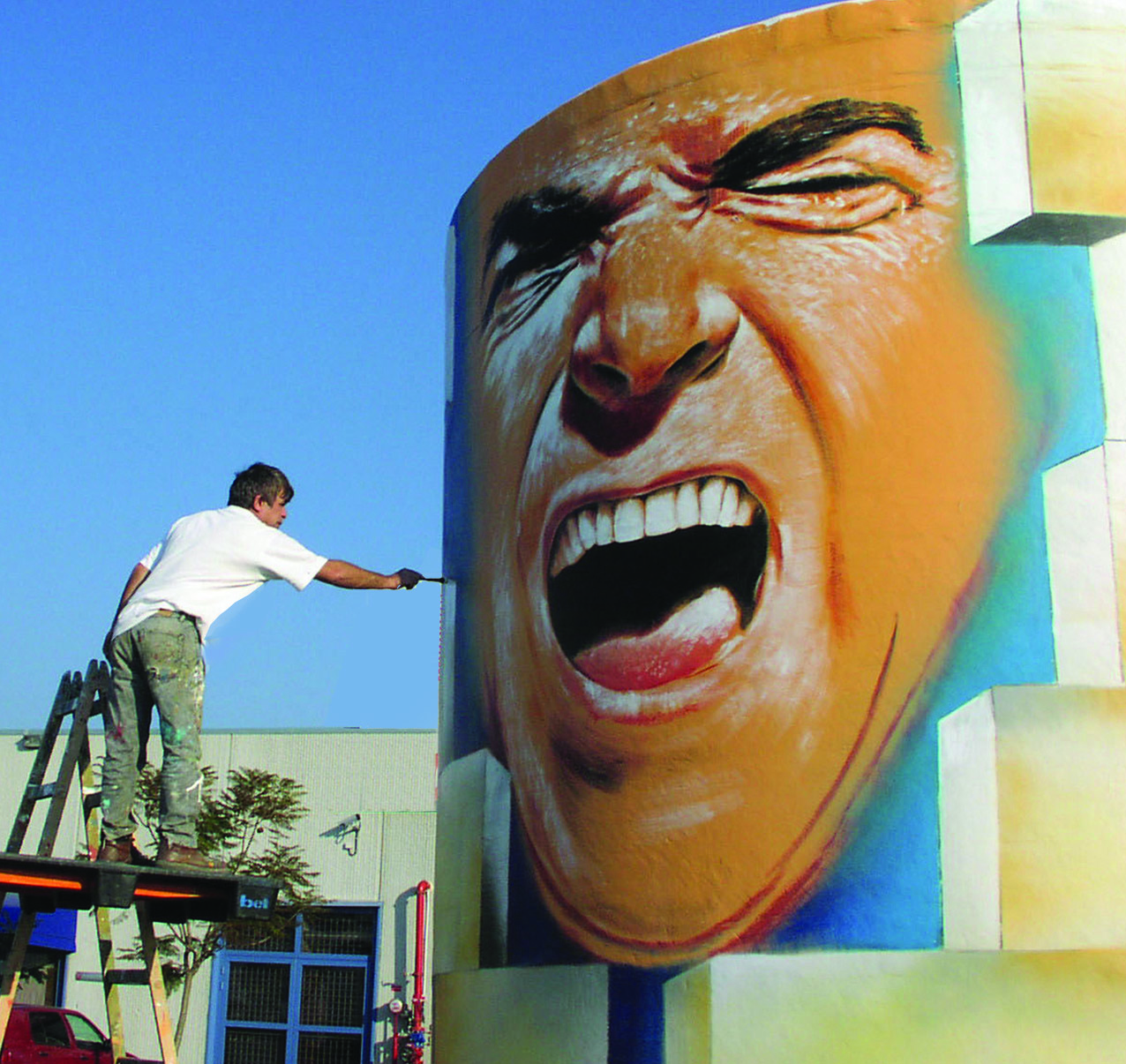
Рами Меири за работой